# Piłka ręczna na Igrzyskach Ameryki Środkowej i Karaibów 2014 – turniej mężczyzn
Turniej piłki ręcznej mężczyzn na XXII Igrzyskach Ameryki Środkowej i Karaibów – piąty turniej mężczyzn w ramach igrzysk Ameryki Środkowej i Karaibów rozegrany w dniach 21–26 listopada 2014 roku w meksykańskim mieście Veracruz.
Zawody te były również kwalifikacją do Igrzysk Panamerykańskich 2015 – bezpośredni awans do turnieju piłki ręcznej w Toronto uzyskiwali medaliści tych zawodów, kolejna zaś otrzymywała prawo występu w barażach. Zwycięsko z rywalizacji wyszła reprezentacja Portoryko, pozostałe miejsca na podium zajęli Dominikańczycy i Kubańczycy.

## System rozgrywek
W zawodach startowało wyłonionych we wcześniejszych eliminacjach osiem drużyn podzielonych na dwie grupy po cztery liczące maksymalnie piętnastu zawodników zespoły. W pierwszej fazie rywalizowały one systemem kołowym podzielone na dwie czterozespołowe grupy. Czołowe dwie drużyny z każdej z grup awansowały do półfinałów, pozostałe zaś rywalizowały o miejsce piąte. W fazie grupowej toczone były bez ewentualnej dogrywki, za zwycięstwo, remis i porażkę przysługiwało odpowiednio dwa, jeden i zero punktów.
Zawody odbyły się w Centro Deportivo Carlos Serdán Arechavaleta w dniach 21–26 listopada 2014 roku. Do zawodów mogły przystąpić jedynie reprezentacje zrzeszone przez ODECABE. Medaliści turnieju uzyskali bezpośredni awans na Igrzyska Panamerykańskie 2015, zespoły z czwartych miejsc otrzymały natomiast szansę występu w "turnieju ostatniej szansy".
Przy ustalaniu rankingu po fazie grupowej w przypadku tej samej liczby punktów lokaty zespołów były ustalane kolejno na podstawie:
- wyników meczów pomiędzy zainteresowanymi drużynami;
- lepszego bilansu bramek w meczach pomiędzy zainteresowanymi drużynami;
- lepszego bilansu bramek zdobytych i straconych;
- większej liczby zdobytych bramek;
- losowania.

W przypadku remisu w meczach o miejsca 1–4 przeprowadzana była dogrywka 2×5 min, a w przypadku braku w niej rozstrzygnięcia organizowany był konkurs rzutów karnych. W meczach o miejsca 5–8 ewentualny remis był rozstrzygany od razu rzutami karnymi.

## Faza grupowa

### Grupa A
| 21 listopada 201413:00 | Dominikana | 22:20(12:6) | Kolumbia | Centro Deportivo Carlos Serdán Arechavaleta, Veracruz |
| 21 listopada 201413:00 |            | 22:20(12:6) |          | Centro Deportivo Carlos Serdán Arechavaleta, Veracruz |

| 21 listopada 201415:00 | Portoryko | 32:19(17:8) | Kostaryka | Centro Deportivo Carlos Serdán Arechavaleta, Veracruz |
| 21 listopada 201415:00 |           | 32:19(17:8) |           | Centro Deportivo Carlos Serdán Arechavaleta, Veracruz |

| 22 listopada 201413:00 | Portoryko | 33:20(19:10) | Kolumbia | Centro Deportivo Carlos Serdán Arechavaleta, Veracruz |
| 22 listopada 201413:00 |           | 33:20(19:10) |          | Centro Deportivo Carlos Serdán Arechavaleta, Veracruz |

| 22 listopada 201415:00 | Dominikana | 30:10(16:6) | Kostaryka | Centro Deportivo Carlos Serdán Arechavaleta, Veracruz |
| 22 listopada 201415:00 |            | 30:10(16:6) |           | Centro Deportivo Carlos Serdán Arechavaleta, Veracruz |

| 23 listopada 201413:00 | Dominikana | 26:25(12:14) | Portoryko | Centro Deportivo Carlos Serdán Arechavaleta, Veracruz |
| 23 listopada 201413:00 |            | 26:25(12:14) |           | Centro Deportivo Carlos Serdán Arechavaleta, Veracruz |

| 23 listopada 201415:00 | Kolumbia | 23:17(10:10) | Kostaryka | Centro Deportivo Carlos Serdán Arechavaleta, Veracruz |
| 23 listopada 201415:00 |          | 23:17(10:10) |           | Centro Deportivo Carlos Serdán Arechavaleta, Veracruz |

### Grupa B
| 21 listopada 201418:00 | Kuba | 34:20(12:10) | Gwatemala | Centro Deportivo Carlos Serdán Arechavaleta, Veracruz |
| 21 listopada 201418:00 |      | 34:20(12:10) |           | Centro Deportivo Carlos Serdán Arechavaleta, Veracruz |

| 21 listopada 201420:00 | Meksyk | 50:18(26:12) | Nikaragua | Centro Deportivo Carlos Serdán Arechavaleta, Veracruz |
| 21 listopada 201420:00 |        | 50:18(26:12) |           | Centro Deportivo Carlos Serdán Arechavaleta, Veracruz |

| 22 listopada 201418:00 | Gwatemala | 45:22(24:11) | Nikaragua | Centro Deportivo Carlos Serdán Arechavaleta, Veracruz |
| 22 listopada 201418:00 |           | 45:22(24:11) |           | Centro Deportivo Carlos Serdán Arechavaleta, Veracruz |

| 22 listopada 201420:00 | Kuba | 27:26(13:13) | Meksyk | Centro Deportivo Carlos Serdán Arechavaleta, Veracruz |
| 22 listopada 201420:00 |      | 27:26(13:13) |        | Centro Deportivo Carlos Serdán Arechavaleta, Veracruz |

| 23 listopada 201418:00 | Kuba | 59:20(31:9) | Nikaragua | Centro Deportivo Carlos Serdán Arechavaleta, Veracruz |
| 23 listopada 201418:00 |      | 59:20(31:9) |           | Centro Deportivo Carlos Serdán Arechavaleta, Veracruz |

| 23 listopada 201420:00 | Meksyk | 28:21(16:10) | Gwatemala | Centro Deportivo Carlos Serdán Arechavaleta, Veracruz |
| 23 listopada 201420:00 |        | 28:21(16:10) |           | Centro Deportivo Carlos Serdán Arechavaleta, Veracruz |

## Faza pucharowa

### Mecze o miejsca 5–8
|  |                         |                        |                        |                         |    |                   |                   |                   |
|  | Półfinały o 5. miejsce  | Półfinały o 5. miejsce | Półfinały o 5. miejsce |                         |    | Mecz o 5. miejsce | Mecz o 5. miejsce | Mecz o 5. miejsce |
|  | Półfinały o 5. miejsce  | Półfinały o 5. miejsce | Półfinały o 5. miejsce |                         |    | Mecz o 5. miejsce | Mecz o 5. miejsce | Mecz o 5. miejsce |
|  | 25 listopada 2014 10:00 |                        |                        |                         |    |                   |                   |                   |
|  |                         |                        |                        |                         |    |                   |                   |                   |
|  | Kolumbia                | Kolumbia               | 37                     |                         |    |                   |                   |                   |
|  | Kolumbia                | Kolumbia               | 37                     | 26 listopada 2014 12:30 |    |                   |                   |                   |
|  | Nikaragua               | Nikaragua              | 28                     |                         |    |                   |                   |                   |
|  | Nikaragua               | Nikaragua              | 28                     |                         |    | Kolumbia          | Kolumbia          | 26                |
|  | 25 listopada 2014 17:30 |                        |                        |                         |    | Kolumbia          | Kolumbia          | 26                |
|  |                         |                        | Gwatemala              | Gwatemala               | 25 |                   |                   |                   |
|  | Kostaryka               | Kostaryka              | Gwatemala              | Gwatemala               | 25 | 24                |                   |                   |
|  | Kostaryka               | Kostaryka              |                        |                         |    |                   |                   |                   |
|  | Gwatemala               | Gwatemala              | 26                     |                         |    |                   |                   |                   |
|  | Gwatemala               | Gwatemala              | 26                     | Mecz o 3. miejsce       |    |                   |                   |                   |
|  |                         |                        |                        |                         |    |                   |                   |                   |
|  | 26 listopada 2014 10:00 |                        |                        |                         |    |                   |                   |                   |
|  |                         |                        |                        |                         |    |                   |                   |                   |
|  | Nikaragua               | Nikaragua              | 24                     |                         |    |                   |                   |                   |
|  | Nikaragua               | Nikaragua              | 24                     |                         |    |                   |                   |                   |
|  | Kostaryka               | Kostaryka              | 23                     |                         |    |                   |                   |                   |
|  | Kostaryka               | Kostaryka              | 23                     |                         |    |                   |                   |                   |

| 25 listopada 201410:00 | Kolumbia | 37:28(15:12) | Nikaragua | Centro Deportivo Carlos Serdán Arechavaleta, Veracruz |
| 25 listopada 201410:00 |          | 37:28(15:12) |           | Centro Deportivo Carlos Serdán Arechavaleta, Veracruz |

| 25 listopada 201417:30 | Kostaryka | 24:26(11:14) | Gwatemala | Centro Deportivo Carlos Serdán Arechavaleta, Veracruz |
| 25 listopada 201417:30 |           | 24:26(11:14) |           | Centro Deportivo Carlos Serdán Arechavaleta, Veracruz |

| 26 listopada 201412:30 | Kolumbia | 26:25(11:9) | Gwatemala | Centro Deportivo Carlos Serdán Arechavaleta, Veracruz |
| 26 listopada 201412:30 |          | 26:25(11:9) |           | Centro Deportivo Carlos Serdán Arechavaleta, Veracruz |

| 26 listopada 201410:00 | Nikaragua | 24:23(14:10) | Kostaryka | Centro Deportivo Carlos Serdán Arechavaleta, Veracruz |
| 26 listopada 201410:00 |           | 24:23(14:10) |           | Centro Deportivo Carlos Serdán Arechavaleta, Veracruz |

### Mecze o miejsca 1–4
|  |                         |            |           |                         |    |            |            |       |
|  | Półfinały               | Półfinały  | Półfinały |                         |    | Finał      | Finał      | Finał |
|  | Półfinały               | Półfinały  | Półfinały |                         |    | Finał      | Finał      | Finał |
|  | 25 listopada 2014 12:30 |            |           |                         |    |            |            |       |
|  |                         |            |           |                         |    |            |            |       |
|  | Dominikana              | Dominikana | 28        |                         |    |            |            |       |
|  | Dominikana              | Dominikana | 28        | 26 listopada 2014 20:00 |    |            |            |       |
|  | Meksyk                  | Meksyk     | 23        |                         |    |            |            |       |
|  | Meksyk                  | Meksyk     | 23        |                         |    | Dominikana | Dominikana | 27    |
|  | 25 listopada 2014 20:00 |            |           |                         |    | Dominikana | Dominikana | 27    |
|  |                         |            | Portoryko | Portoryko               | 37 |            |            |       |
|  | Portoryko               | Portoryko  | Portoryko | Portoryko               | 37 | 31         |            |       |
|  | Portoryko               | Portoryko  |           |                         |    |            |            |       |
|  | Kuba                    | Kuba       | 30        |                         |    |            |            |       |
|  | Kuba                    | Kuba       | 30        | Mecz o 3. miejsce       |    |            |            |       |
|  |                         |            |           |                         |    |            |            |       |
|  | 26 listopada 2014 17:30 |            |           |                         |    |            |            |       |
|  |                         |            |           |                         |    |            |            |       |
|  | Meksyk                  | Meksyk     | 22        |                         |    |            |            |       |
|  | Meksyk                  | Meksyk     | 22        |                         |    |            |            |       |
|  | Kuba                    | Kuba       | 32        |                         |    |            |            |       |
|  | Kuba                    | Kuba       | 32        |                         |    |            |            |       |

| 25 listopada 201412:30 | Dominikana | 28:23(13:8) | Meksyk | Centro Deportivo Carlos Serdán Arechavaleta, Veracruz |
| 25 listopada 201412:30 |            | 28:23(13:8) |        | Centro Deportivo Carlos Serdán Arechavaleta, Veracruz |

| 25 listopada 201420:00 | Portoryko | 31:30(19:14) | Kuba | Centro Deportivo Carlos Serdán Arechavaleta, Veracruz |
| 25 listopada 201420:00 |           | 31:30(19:14) |      | Centro Deportivo Carlos Serdán Arechavaleta, Veracruz |

| 26 listopada 201420:00 | Dominikana | 27:37(13:19) | Portoryko | Centro Deportivo Carlos Serdán Arechavaleta, Veracruz |
| 26 listopada 201420:00 |            | 27:37(13:19) |           | Centro Deportivo Carlos Serdán Arechavaleta, Veracruz |

| 26 listopada 201417:30 | Meksyk | 22:32(9:15) | Kuba | Centro Deportivo Carlos Serdán Arechavaleta, Veracruz |
| 26 listopada 201417:30 |        | 22:32(9:15) |      | Centro Deportivo Carlos Serdán Arechavaleta, Veracruz |

## Statystyki
Po zakończonym turnieju organizatorzy przedstawili statystyki dotyczące bramkarzy, zespołów, klasyfikacji fair play oraz statystyk indywidualnych.

## Klasyfikacja końcowa
| Miejsce | Reprezentacja | Składy | Uwagi          |
| ------- | ------------- | ------ | -------------- |
| złoto   | Portoryko     |        | awans: IP 2015 |
| srebro  | Dominikana    |        | awans: IP 2015 |
| brąz    | Kuba          |        | awans: IP 2015 |
| 4       | Meksyk        |        |                |
| 5       | Kolumbia      |        | -              |
| 6       | Gwatemala     |        | -              |
| 7       | Nikaragua     |        | -              |
| 8       | Kostaryka     |        | -              |